# Thymus bracteatus
Thymus bracteatus — вид рослин родини глухокропивові (Lamiaceae), ендемік Іспанії.

## Опис
Стебла довгі розпростерті дерев'янисті, але квіткові стебла більш-менш підняті, сягають висоти 12 см. Листки довгасті, довжиною 8–12 мм, війчасті біля основи, на решті — гладкі. Приквітки видні, блідо-зелені, війчасті. Квіти білі, довжиною 6–8 мм у головчастих суцвіттях або дещо витягнутих колосах. Пиляки пурпурного кольору. Горішки 0.7–0.9 мм. 2n = 56, 58.

## Поширення
Ендемік Іспанії (центр і схід). Населяє соснові ліси на кислих субстратах у центральних областях, та на вапняках, доломітах, мергелях або крейдових або тріасових пісках на сході; росте на висотах 1200–1800 м н. р. м.